# Планетес
Планетес (јап. プラネテス, Puranetesu) је манга коју је написао и илустровао Макото Јукимура. Објављивала се у Коданшиној манга ревији , од јануара 1999. до јануара 2004. године. Поглавља су сакупљена у четири танкобона.
Издавачка кућа Чаробна књига је преводила мангу на српски језик од новембра 2022. до фебруара 2023. године.

## Радња
Прича у Планетесу прати посаду ДС-12 Тојбокс секције за свемирски отпад, јединице Текнора Корпорације. Сврха Одсека за отпад је да спречи оштећење или уништење сателита, свемирских станица и свемирских летелица од судара са свемирским отпадом у Земљиној и месечевој орбити. Они користе бројне методе за одлагање отпада (углавном спаљивањем путем поновног уласка из атмосфере или спасавањем), што се постиже употребом ЕВА одела.

## Франшиза

### Манга
Мангу Планетес написао је и илустровао Макото Јукимура. Објављивала се у Коданшиној манга ревији , од јануара 1999. до јануара 2004. године. Поглавља су сакупљена у четири танкобона.
У Србији, издавачка кућа Чаробна књига је 18. октобра 2022. године објавила да ће преводити мангу на српски језик. Први том изашао је 9. новембра 2022., а последњи 8. фебруара 2023. године.

#### Списак томова
| - Фаза 1: „Смеће и звезде на небу” (屑星の空 ) - Фаза 2: „Ванземаљска девојка” (地球外少女 -) - Фаза 3: „Блесак испод звезданог сјаја” (ささやかなる一服を星あかりのもとで ) - Фаза 4: „Поглед на ракету” (ロケットのある風景 ) - Фаза 5: „Паљење” (点火 ) |

| - Фаза 6: „Одбегли човек” (走る男 ) - Фаза 7: „Танабе” (タナベ ) - Фаза 8: „Црни цвет звани Сакинохака (1. део)” (サキノハカという黒い華 (前編) () - Фаза 9: „Црни цвет звани Сакинохака (2. део)” (サキノハカという黒い華 (後編) () - Фаза 10: „Изгубљени људи” (惑う人達 ) - Фаза 11: „” (スパシーバ ) |

| - Фаза 12: „Мачка у ноћи” (夜の猫 ) - Фаза 13: „Град ветрењача” (風車の町 ) - Фаза 14: „Женска и мушка ствар” (おとこのコとおんなのコ ) - Фаза 15: „Склониште” (却来の日 ) - Фаза 16: „Хаћимаки” (ハチマキ ) - Додатна фаза: „Црвена звезда, бела лопта” (赤い星、白いタマ , ) |

| - Фаза 17: „Како се спријатељити са стотину људи” (友達100人できるかな 100-) - Фаза 18: „Као Гусуко Будори” (グスコーブドリのように ) - Фаза 19: „Пасји дани” (犬の日々 ) - Фаза 20: „Човеков најбољи пријатељ” (飼犬 ) - Фаза 21: „Девојчица и изопштеник” (少女と負け犬 ) - Фаза 22: „Уплакани пас” (泣く犬 ) - Фаза 23: „Одбегли пас” (疾る犬 ) - Фаза 24: „Пас који лаје” (咆える犬 ) - Фаза 25: „45 минута брзине светлости” (光の速さで45分 45-) - Фаза 26: „What a Wonderful World (Какав предиван свет)” |